# Kang Min-hyuk (Badminton)
Kang Min-hyuk (* 17. Februar 1999 in Uijeongbu, Gyeonggi-do) ist ein südkoreanischer Badmintonspieler.

## Karriere
Kang begann 2007 Badminton zu spielen, sechs Jahre später gab er sein internationales Debüt. Nachdem er 2016 bei den Juniorenasienmeisterschaften mit dem südkoreanischen Team, die Silbermedaille erspielt hatte, siegte er bei der folgenden Austragung des Wettbewerbs, bei der er außerdem mit Baek Ha-na auf den dritten Platz kam. Außerdem stand er bei den Weltmeisterschaften der Junioren zwei Mal auf dem Podium. 2018 erreichte Kang das Endspiel bei den US Open und stand mit der Südkoreanischen Nationalmannschaft bei den Kontinentalmeisterschaften auf dem Podium. Im Jahr darauf wurde er bei den internationalen Meisterschaften von Osaka, Vietnam und der Mongolei Vizemeister, bevor er bei den Indonesia International seinen ersten Titel bei den Erwachsenen gewann. Darüber hinaus erspielte Kang bei den Asienmeisterschaften mit Kim Won-ho die Bronzemedaille. 2021 wurde er mit dem Nationalteam Dritter beim Sudirman Cup, bevor er im Folgejahr in seinem Heimatland mit dem Sieg bei den Korea Open mit Seo Seung-jae zum ersten Mal bei einem Wettkampf der BWF World Tour triumphierte.

## Sportliche Erfolge
| Jahr | Veranstaltung                   | Platz | Disziplin    | Spielpartner  |
| ---- | ------------------------------- | ----- | ------------ | ------------- |
| 2016 | Juniorenasienmeisterschaft 2016 | 2.    | Mannschaft   | Südkorea      |
| 2017 | Juniorenweltmeisterschaft 2017  | 3.    | Herrendoppel | Kim Won-ho    |
| 2017 | Juniorenweltmeisterschaft 2017  | 3.    | Mannschaft   | Südkorea      |
| 2017 | Juniorenasienmeisterschaft 2017 | 3.    | Mixed        | Baek Ha-na    |
| 2017 | Juniorenasienmeisterschaft 2017 | 1.    | Mannschaft   | Südkorea      |
| 2018 | Asienmeisterschaft 2018         | 3.    | Mannschaft   | Südkorea      |
| 2018 | US Open 2018                    | 2.    | Herrendoppel | Kim Won-ho    |
| 2019 | Asienmeisterschaft 2019         | 3.    | Herrendoppel | Kim Won-ho    |
| 2019 | Osaka International 2019        | 2.    | Herrendoppel | Kim Jae-hwan  |
| 2019 | Vietnam International 2019      | 2.    | Herrendoppel | Kim Jae-hwan  |
| 2019 | Mongolia International 2019     | 2.    | Herrendoppel | Kim Jae-hwan  |
| 2019 | Indonesia International 2019    | 1.    | Herrendoppel | Kim Jae-hwan  |
| 2021 | Sudirman Cup 2019               | 3.    | Mannschaft   | Südkorea      |
| 2022 | Korea Open 2022                 | 1.    | Herrendoppel | Seo Seung-jae |